# États membres de l'Union européenne
| \| Autriche Belgique Bulgarie Chypre Tchéquie Danemark Estonie Finlande France Allemagne Grèce Hongrie Irlande Italie Lettonie Lituanie Lux. Malte Pays-Bas Pologne Portugal Roumanie Slovaquie Slovénie Croatie Espagne Suède \| États membres de l'Union européenne au 1er février 2020. |
| Autriche Belgique Bulgarie Chypre Tchéquie Danemark Estonie Finlande France Allemagne Grèce Hongrie Irlande Italie Lettonie Lituanie Lux. Malte Pays-Bas Pologne Portugal Roumanie Slovaquie Slovénie Croatie Espagne Suède                                                                |

Les États membres de l'Union européenne sont au nombre de vingt-sept, de tailles différentes et aux modes d'organisation institutionnelle variés. 
Ce sont l'Allemagne, l'Autriche, la Belgique, la Bulgarie, Chypre, la Croatie, le Danemark, l'Espagne, l'Estonie, la Finlande, la France, la Grèce, la Hongrie, l'Irlande, l'Italie, la Lettonie, la Lituanie, le Luxembourg, Malte, les Pays-Bas, la Pologne, le Portugal, la Roumanie, la Slovaquie, la Slovénie, la Suède et la Tchéquie.
L'Union européenne (UE) compte au total plus de 443 millions d'habitants et couvre une superficie de 4,2 millions de km2.

## Territoires

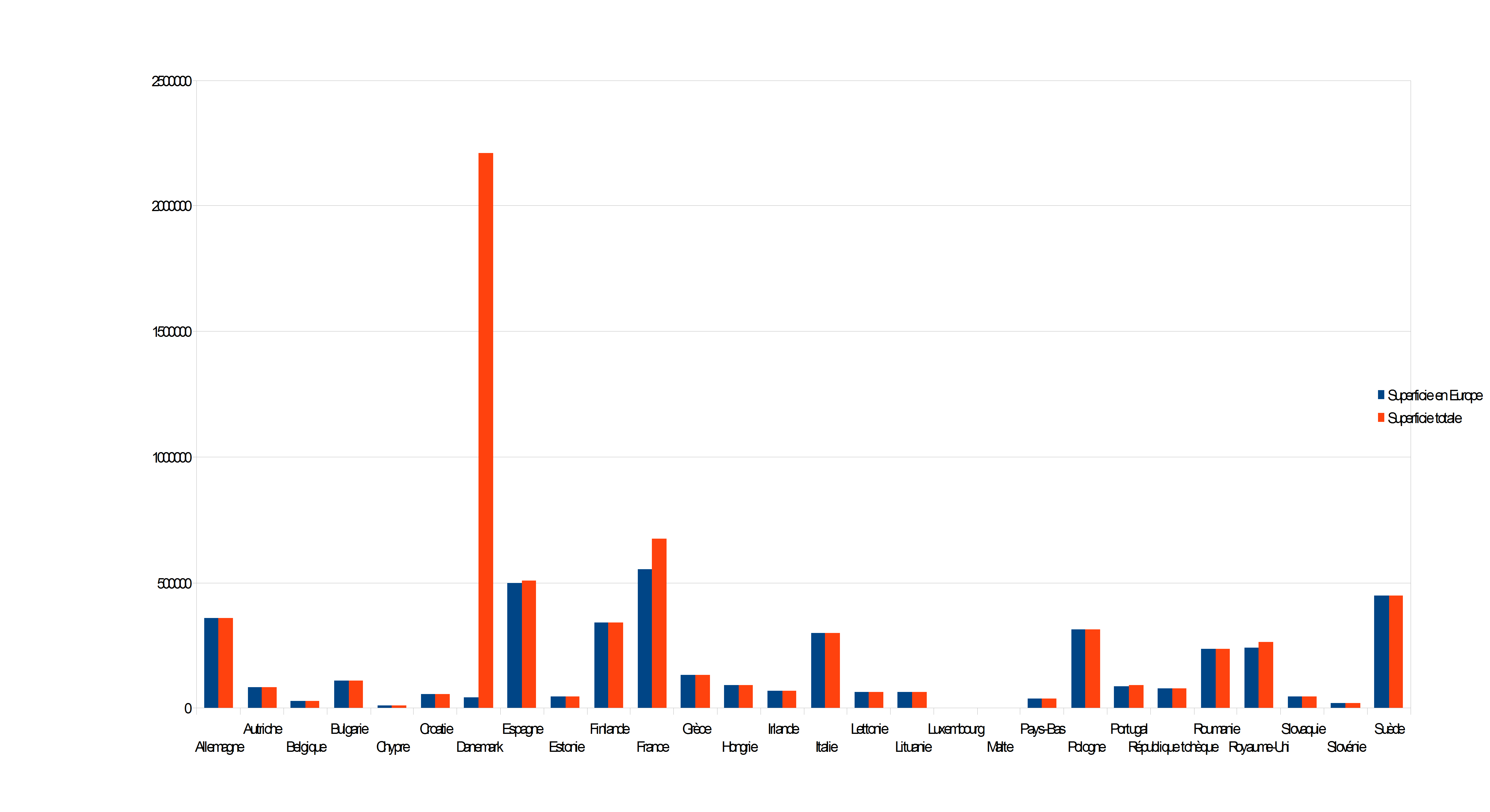
Comparaison de la superficie terrestre totale des États membres de l'UE (rouge) et de la partie de ces mêmes États faisant partie de l'UE.

La souveraineté des 27 États membres s'étend sur des territoires majoritairement en Europe (à l'exception de Chypre située en totalité en Asie) ; certains d'entre eux possèdent également des territoires bénéficiant de statuts spécifiques au sein de l'Union européenne ou vis-à-vis des États membres dont ils dépendent. Cette particularité, qui concerne le Danemark, l'Espagne, la France, les Pays-Bas et le Portugal, est liée à des facteurs culturels, politiques et historiques : 
- Les régions ultrapériphériques (RUP) font partie intégrante de l'Union européenne.
- Les pays et territoires d'outre-mer (PTOM) sont des dépendances et territoires d'outre-mer des États membres qui ne font pas partie de l'UE.
- D'autres territoires à statut spécifique bénéficient de degrés d'indépendance plus ou moins avancés et entretiennent des relations spécifiques avec l'UE.

L'Union européenne a une superficie totale de 4 194 431 km2 et compte 24 langues officielles dont l'allemand, l'anglais et le français qui sont les langues de travail des institutions de l'Union européenne.
| - Territoire métropolitain de l'Union européenne - Régions ultrapériphériques - Pays et territoires d'outre-mer - Autres territoires spéciaux Groenland Île Clipperton Guyane Polynésie française Terres australes et · antarctiques françaises Guadeloupe Martinique Mayotte Nouvelle-Calédonie La Réunion Saint-Martin Saint-Barthélemy Saint-Pierre-et-Miquelon Wallis-et-Futuna Antilles · néerlandaises Açores Madère îles Canaries |

| - Territoire métropolitain de l'Union européenne - Régions ultrapériphériques - Pays et territoires d'outre-mer - Autres territoires spéciaux Groenland Île Clipperton Guyane Polynésie française Terres australes et · antarctiques françaises Guadeloupe Martinique Mayotte Nouvelle-Calédonie La Réunion Saint-Martin Saint-Barthélemy Saint-Pierre-et-Miquelon Wallis-et-Futuna Antilles · néerlandaises Açores Madère îles Canaries |

### Territoires d'États membres ne faisant pas partie de l'Union européenne
Pour des raisons historiques et géographiques précises sont exclus de cette liste :
- Les collectivités d'outre-mer françaises de Saint-Barthélemy, de Saint-Pierre-et-Miquelon, de Wallis-et-Futuna et de Polynésie française.
- Les autres territoires de la France d'outre-mer (Nouvelle-Calédonie, Terres australes et antarctiques françaises et l'Île de Clipperton).
- Le Groenland, pays constitutif et territoire autonome du Royaume de Danemark, sorti de la CEE après le référendum de 1982.
- Les Îles Féroé, pays constitutif et territoire autonome du Royaume de Danemark.
- Les territoires néerlandais d'outre-mer, ce sont tous des PTOM.
- Chypre du Nord de facto, ni la zone démilitarisée contrôlée par la Force des Nations unies.

### Territoire fiscal communautaire
Le territoire fiscal communautaire correspond à l'ensemble de l'Union européenne et de Monaco, à l'exception des territoires suivants :
- les départements et régions françaises d'outre-mer (DROM) : Guadeloupe, Martinique, Mayotte, Guyane, La Réunion ;
- la collectivité d'outre-mer française de Saint-Martin ;
- l'île de Heligoland et le territoire de Busingen (Allemagne) ;
- Ceuta, Melilla, et les îles Canaries (Espagne) ;
- les territoires italiens de Livigno et Campione d'Italia et les eaux territoriales du lac de Lugano ;
- le Mont-Athos (Grèce) ;
- les îles Åland (Finlande).

## Tableau synoptique
Pour chaque État membre :
- après le nom du pays est précisé son code ISO 3166-1 alpha-2 (recommandé par l'Office des publications de l'Union européenne), sauf pour la Grèce pour lequel le sigle EL est préconisé[2].
- le nom du chef de l'État est suivi de celui du chef de gouvernement.
- les différents niveaux de pouvoir locaux (selon le découpage NUTS)
- le nombre de sièges au Parlement européen.

| Pays            | Nom officiel                    | Adhésion         | Capitale   | Superficie (km2) | Habitants (millions) | Chef de l'État                                                       | Chef du gouvernement                                                  | Organisation territoriale | Nombre de sièges au Parlement européen (circonscriptions) |
| --------------- | ------------------------------- | ---------------- | ---------- | ---------------- | -------------------- | -------------------------------------------------------------------- | --------------------------------------------------------------------- | --- | --------------------------------------------------------- |
| Allemagne (DE)  | République fédérale d'Allemagne | 1er janvier 1958 | Berlin     | 357 027          | 83,13                | Frank-Walter Steinmeier Président fédéral (SPD)                      | Friedrich Merz Chancelier fédéral (CDU)                               | 16 Länder 32 Regierungsbezirke 439 Kreise 14 308 Communes. | 96 députés                                                |
| Autriche (AT)   | République fédérale d'Autriche  | 1er janvier 1995 | Vienne     | 83 871           | 8,508                | Alexander Van der Bellen Président fédéral (Grünen)                  | Christian Stocker Chancelier fédéral (ÖVP)                            | 9 Länder 15 Statutarstädte 80 Landbezirke 2 354 Communes. | 19 députés                                                |
| Belgique (BE)   | Royaume de Belgique             | 1er janvier 1958 | Bruxelles  | 30 500           | 11,204               | Philippe Roi des Belges                                              | Bart De Wever Premier ministre (N-VA)                                 | 3 régions 3 communautés 10 provinces 581 communes. | 21 (en 3 circonscriptions)                                |
| Bulgarie (BG)   | République de Bulgarie          | 1er janvier 2007 | Sofia      | 110 910          | 7,246                | Roumen Radev Président de la République (Indépendant)                | Rossen Jeliazkov Premier ministre (GERB)                              | 28 oblasti 264 obchtini | 17                                                        |
| Chypre (CY)     | République de Chypre            | 1er mai 2004     | Nicosie    | 9 251            | 0,858                | Níkos Christodoulídis Président de la République (Indépendant)       | Níkos Christodoulídis Président de la République (Indépendant)        | 6 districts 33 municipalités 421 villages. | 6                                                         |
| Croatie (HR)    | République de Croatie           | 1er juillet 2013 | Zagreb     | 56 642           | 4,246                | Zoran Milanović Président de la République (SDP)                     | Andrej Plenković Premier ministre (HDZ)                               | 21 comitats 423 municipalités. | 12                                                        |
| Danemark (DK)   | Royaume de Danemark             | 1er janvier 1973 | Copenhague | 43 100           | 5,627                | Frederik X Roi de Danemark                                           | Mette Frederiksen Premier ministre (SD)                               | 5 régions 98 communes. | 14                                                        |
| Espagne (ES)    | Royaume d'Espagne               | 1er janvier 1986 | Madrid     | 505 990          | 47,385               | Felipe VI Roi d'Espagne                                              | Pedro Sánchez Président du gouvernement (PSOE)                        | 17 communautés autonomes 2 villes autonomes 50 provinces 8131 communes (municipios) | 59                                                        |
| Estonie (EE)    | République d'Estonie            | 1er mai 2004     | Tallinn    | 45 227           | 1,316                | Alar Karis Président de la République (Indépendant)                  | Kristen Michal Premier ministre (REF)                                 | 15 comtés 15 communes urbaines 64 communes rurales. | 7                                                         |
| Finlande (FI)   | République de Finlande          | 1er janvier 1995 | Helsinki   | 337 100          | 5,451                | Alexander Stubb Président de la République (Kok)                     | Petteri Orpo Premier ministre (Kok)                                   | 19 régions 70 subdivisions 336 communes. | 14                                                        |
| France (FR)     | République française            | 1er janvier 1958 | Paris      | 632 733,         | 67,8                 | Emmanuel Macron Président de la République (RE)                      | François Bayrou Premier ministre (Modem)                              | 18 régions 101 départements (dont 5 départements et régions d'Outre-Mer), 1 territoire d'Outre-Mer, 5 collectivités d'Outre-Mer, et 1 collectivité à statut particulier 36 779 communes. | 79                                                        |
| Grèce (EL)      | République hellénique           | 1er janvier 1981 | Athènes    | 132 000          | 10,993               | Ekateríni Sakellaropoúlou Présidente de la République (Indépendante) | Kyriákos Mitsotákis Premier ministre (ND)                             | 13 régions 325 communes et municipalités. | 21                                                        |
| Hongrie (HU)    | Hongrie                         | 1er mai 2004     | Budapest   | 93 032           | 9,879                | Tamás Sulyok Président de la République (Indépendant)                | Viktor Orbán Premier ministre (Fidesz-MPSz)                           | 19 comitats 22 villes à statut provincial 195 villes 2 913 communes. | 21                                                        |
| Irlande (IE)    | Irlande                         | 1er janvier 1973 | Dublin     | 70 300           | 4,604                | Michael D. Higgins Président de la République (Labour)               | Simon Harris Premier ministre (Fine Gael)                             | 26 comtés 114 autorités locales. | 13 (en 3 circonscriptions)                                |
| Italie (IT)     | République italienne            | 1er janvier 1958 | Rome       | 301 300          | 60,783               | Sergio Mattarella Président de la République (Indépendant)           | Giorgia Meloni Président du Conseil des ministres (Fratelli d'Italia) | 20 régions 95 provinces 8 000 communes. | 76 (en 5 circonscriptions)                                |
| Lettonie (LV)   | République de Lettonie          | 1er mai 2004     | Riga       | 64 597           | 2,001                | Edgars Rinkēvičs Président de la République (V)                      | Evika Siliņa Première ministre (V)                                    | 26 régions 77 villes 496 municipalités. | 8                                                         |
| Lituanie (LT)   | République de Lituanie          | 1er mai 2004     | Vilnius    | 65 300           | 2,943                | Gitanas Nausėda Président de la République (Indépendant)             | Gintautas Paluckas Premier ministre (LSDP)                            | 10 régions 44 districts. | 11                                                        |
| Luxembourg (LU) | Grand-Duché de Luxembourg       | 1er janvier 1958 | Luxembourg | 2 586            | 0,672                | Henri Grand-Duc de Luxembourg                                        | Luc Frieden Premier ministre (CSV)                                    | 12 cantons 100 communes. | 6                                                         |
| Malte (MT)      | République de Malte             | 1er mai 2004     | La Valette | 316              | 0,425                | Myriam Spiteri Debono Présidente (PL)                                | Robert Abela Premier ministre (PL)                                    | 3 régions 68 communes. | 6                                                         |
| Pays-Bas (NL)   | Royaume des Pays-Bas            | 1er janvier 1958 | Amsterdam  | 41 200           | 16,829               | Willem-Alexander Roi des Pays-Bas                                    | Dick Schoof Premier ministre (Indépendant)                            | 12 provinces 537 communes. | 29                                                        |
| Pologne (PL)    | République de Pologne           | 1er mai 2004     | Varsovie   | 312 678          | 38,496               | Andrzej Duda Président de la République (PiS)                        | Donald Tusk Président du Conseil des ministres (PO)                   | 16 voïvodies 373 arrondissements 2 489 communes. | 52 (en 13 circonscriptions)                               |
| Portugal (PT)   | République portugaise           | 1er janvier 1986 | Lisbonne   | 92 400           | 10,427               | Marcelo Rebelo de Sousa Président de la République (PPD/PSD)         | Luís Montenegro Premier ministre (PPD/PSD)                            | 2 régions autonomes 18 districts 305 municipalités. | 21                                                        |
| Roumanie (RO)   | Roumanie                        | 1er janvier 2007 | Bucarest   | 238 391          | 19,943               | Klaus Iohannis Président (PNL)                                       | Marcel Ciolacu Premier ministre (PSD)                                 | 41 judeţe et une municipalité | 33                                                        |
| Slovaquie (SK)  | République slovaque             | 1er mai 2004     | Bratislava | 49 035           | 5,416                | Peter Pellegrini Président de la République (HLAS – SD)              | Robert Fico Président du gouvernement (SMER-SD)                       | 8 régions 79 districts. | 14                                                        |
| Slovénie (SI)   | République de Slovénie          | 1er mai 2004     | Ljubljana  | 20 273           | 2,061                | Nataša Pirc Musar Président de la République (Indépendante)          | Robert Golob Président du gouvernement (GS)                           | 12 régions 59 arrondissements 192 communes. | 8                                                         |
| Suède (SE)      | Royaume de Suède                | 1er janvier 1995 | Stockholm  | 450 000          | 9,645                | Carl XVI Gustaf Roi de Suède                                         | Ulf Kristersson Premier ministre (M)                                  | 2 régions 18 conseils généraux 289 communes. | 21                                                        |
| Tchéquie (CZ)   | République tchèque              | 1er mai 2004     | Prague     | 78 870           | 10,512               | Petr Pavel Président de la République (Indépendant)                  | Petr Fiala Président du gouvernement (ODS)                            | 14 régions 6 242 communes. | 21                                                        |

## Évolutions territoriales
| Événement                                                                                    | Date               | États membres et Régions ultrapériphériques (RUP) | Pays et territoire d'outre-mer (PTOM) | Territoires à statut spécial | Territoires devenus indépendants | Cartes |
| -------------------------------------------------------------------------------------------- | ------------------ | --- | --- | --- | --- | ------ |
| Fondation de la CECA Traité de Paris                                                         | 23 juillet 1952    | Allemagne de l'Ouest, Belgique, Berlin-Ouest, France, Italie, Luxembourg, Pays-Bas, Protectorat de Sarre                                              | | Afrique française du Nord, Afrique-Équatoriale française, Afrique-Occidentale française, Indochine française, Congo belge, Antilles néerlandaises, etc. | |        |
| Décolonisation                                                                               | 1953–1957          | Le protectorat de Sarre réintègre l'Allemagne de l'Ouest                                                                                              | | | Cambodge, Laos, Maroc, Tunisie, Viêt Nam |        |
| Fondation de la CEE et d'EURATOM Traité de Rome Traité Euratom                               | 1er janvier 1958   | Intégration de l'Algérie française, La Réunion, la Guyane, la Martinique et la Guadeloupe                                                             | Indochine française, Afrique française du Nord, Afrique-Occidentale française, Afrique-Équatoriale française, Congo belge, Angola portugais, Mozambique portugais, Guinée portugaise, etc. | Antilles néerlandaises, Guyane néerlandaise et Berlin-Ouest                                                                                             | |        |
| Décolonisation                                                                               | 1958–1962          | | | | Bénin, Burkina Faso, Burundi, Cameroun, Centrafrique, Congo, Côte d'Ivoire, Gabon, Guinée, Madagascar, Mali, Mauritanie, Niger, Nouvelle-Guinée néerlandaise, République démocratique du Congo, Ruanda-Urundi, Sénégal, Somalie, Tchad, Togo |        |
| Décolonisation                                                                               | 5 juillet 1962     | | | | Algérie |        |
|                                                                                              | 1er septembre 1962 | | Le Suriname qui a un statut d'autonomie interne vis-à-vis des Pays-Bas est associé à la CEE. | | |        |
| Convention d'association des Antilles néerlandaises avec la Communauté économique européenne | 1er octobre 1964   | | Les Antilles néerlandaises qui ont un statut d'autonomie interne vis-à-vis des Pays-Bas sont associés à la CEE. | | |        |
| Décolonisation                                                                               | 1962–1973          | | | | Zambie, Zimbabwe |        |
| Premier élargissement de la Communauté économique européenne Traité de Bruxelles             | 1er janvier 1973   | Danemark (Groenland), Irlande, Royaume-Uni (Gibraltar)                                                                                                | Anguilla, Antigua-et-Barbuda, Bahamas, Belize, Bermudes, Brunei, Dominique, îles Caïmans, Géorgie du Sud-et-les îles Sandwich du Sud, Grenade, Kiribati, îles Malouines, Montserrat, îles Pitcairn, Sainte-Hélène, Saint-Christophe-et-Niévès, Sainte-Lucie, Saint-Vincent-et-les-Grenadines, Îles Salomon, Seychelles, Îles Turks-et-Caïcos, Tuvalu, Vanuatu, îles Vierges britanniques, Territoire antarctique britannique, Territoire britannique de l'océan Indien | îles Féroé, Akrotiri et Dhekelia, île de Man, Jersey, Guernesey, Hong Kong                                                                              | |        |
| Décolonisation                                                                               | 1973–1980          | | | | Bahamas, Comores, Djibouti, Dominique, Tuvalu, Grenade, Kiribati, Sainte-Lucie, Saint-Vincent-et-les-Grenadines, Îles Salomon, Seychelles, Suriname, Tuvalu, Vanuatu                                                                         |        |
| Deuxième élargissement de la Communauté économique européenne Traité d'Athènes               | 1er janvier 1981   | Grèce | | Communauté monastique du mont Athos | |        |
| Décolonisation                                                                               | 1981–1984          | | | | Antigua-et-Barbuda, Belize, Brunei, Saint-Christophe-et-Niévès |        |
| Référendum sur le retrait de la CEE du Groenland                                             | 1er janvier 1985   | | Retrait de la CEE du Groenland à la suite d'un référendum. | | |        |
| Troisième élargissement de la Communauté économique européenne Traité de Madrid/Lisbonne     | 1er janvier 1986   | Espagne (Îles Canaries, Plazas de soberanía), Portugal (Açores, Madère)                                                                               | Aruba devient un État du royaume des Pays-Bas à part entière et conserve son statut de PTOM. | Macao | |        |
| Réunification allemande Traité d'unification                                                 | 3 octobre 1990     | La République démocratique allemande et Berlin (aussi bien l'Est que l'Ouest) sont réintégrés dans la République fédérale d'Allemagne.                | | | |        |
| Quatrième élargissement de l'Union européenne Traité de Corfou                               | 1er janvier 1995   | Autriche, Finlande (îles Åland), Suède | | | |        |
| Région administrative spéciale                                                               | 1er juillet 1997   | | | | Hong Kong repasse sous souveraineté chinoise. |        |
| Région administrative spéciale                                                               | 20 décembre 1999   | | | | Macao repasse sous souveraineté chinoise. |        |
| Cinquième élargissement de l'Union européenne Traité d'Athènes Traité de Luxembourg          | 1er mai 2004       | Chypre (Zone tampon des Nations unies et Chypre du Nord de jure), Estonie, Hongrie, Lettonie, Lituanie, Malte, Pologne, Slovaquie, Slovénie, Tchéquie | | | |        |
| Cinquième élargissement de l'Union européenne Traité d'Athènes Traité de Luxembourg          | 1er janvier 2007   | Bulgarie, Roumanie | | | |        |
| Dissolution de la fédération des Antilles néerlandaises                                      | 10 octobre 2010    | | Les Antilles néerlandaises sont dissoutes mais Bonaire, Curaçao, Saba, Saint-Eustache et Saint-Martin conservent leur statut de PTOM. | | |        |
|                                                                                              | 1er janvier 2012   | | Saint-Barthélemy devient un PTOM. | | |        |
| Sixième élargissement de l'Union européenne Traité de Bruxelles                              | 1er juillet 2013   | Croatie | | | |        |
| Référendum mahorais de 2009                                                                  | 1er janvier 2014   | Mayotte devient une RUP. | | | |        |
| Retrait du Royaume-Uni de l'Union européenne                                                 | 31 janvier 2020    | | | | |        |

## Compléments